# Mayfield, New York
Mayfield är en ort i Fulton County i delstaten New York, USA.